# Pożyczony narzeczony
Pożyczony narzeczony (Something Borrowed, 2011) – amerykańska komedia romantyczna na podstawie książki Emily Giffin „Coś pożyczonego”.

## Obsada
- Kate Hudson – Darcy Rhone
- Ginnifer Goodwin – Rachel White
- John Krasinski – Ethan
- Colin Egglesfield – Dex Thaler
- Steve Howey – Marcus
- Ashley Williams – Claire
- Geoff Pierson – Dexter Thaler Sr.
- Jill Eikenberry – Bridget Thaler
- Jonathan Epstein – Profesor Zigman